# Кабельна теорія дендритів
Кабельна теорія дендритів (також Кабельна теорія Ролла або Модель Ролла) -  це множина припущень та результатів, які відносяться до поширення та взаємодії електричних сигналів в дендритних деревах. Ця теорія була розроблена в 1959 році американським математиком та нейрофізіологом Вілфредом Роллом для пояснення впливу електротонічних властивостей та морфології  дендритів на нейрони.

## Історія
Розуміння електротонічних властивостей нейрону виникло в 19 ст., як результат об'єднання теорій поширення струму в нервових клітинах та м'язах із кабельною теорією, яка описувала поширення електричного струму на далеких відстанях через кабелі на дні океану. Відтак, «електротонічні властивості» нейронів часто називають «кабельними властивостями». Основи кабельної теорії заклав англійський фізик Вільям Томсон (Лорд Кельвін), який в 1855 представив Королівському Товариству математичний аналіз загасання сигналу в трансатлантичному телефонному кабелі між Америкою та Англією, що тоді планували прокладати. Підводний кабель є схожим за своїми властивостями до нервового волокна. Він має струмопровідні серцевини, покриті ізолюючою оболонкою, та оточений морською водою. (Так само і нейрони знаходяться в соляному розчині, який містить електрично заряджені частинки (іони), що генерують електричний потенціал і рухаються у відповідь на потенціали). Але, позаяк ізоляція кабелю не є досконалою, то існує конечний опір витоку через ізолятор. Головна кількісна різниця між кабелем і нейроном в тому, що кабельні жили зроблені з міді, що є набагато кращим провідником, аніж соляний розчин нейрону, а також кабельне покриття є значно кращим ізолятором, аніж мембрана клітини. Тому сигнали в кабелі, на відміну від нейрону, можуть поширюватись на далекі відстані без суттєвого загасання.
Кабельна теорія вперше була математично застосована до нервової системи наприкінці 19 ст. для опису електричного струму через нервові волокна. У 1940-х рр. Алан Годжкін та ін. застосували кабельну теорію до аксонів безхребетних (краба і кальмара), тим самим започаткувавши математичний опис та моделювання нейронів. Однак застосування кабельної теорії до дендритів вважалось математично неможливим в зв'язку з їх складною розгалуженою структурою. Лише в 1960-х і 1970-х рр. математик та нейронауковець Вілфрід Ролл із Національних інститутів здоров'я в серії статей, показав, як ця проблема може бути вирішена за допомогою використання методу обчислювального компартментного моделювання (compartmental modeling) і він же вперше застосував кабельну теорію для опису інтегративних функцій дендритів, заклавши основи обчислювальної нейронауки. В ті часи вважалось, що дендрити є настільки електротонічно довгими, що будь-які вхідні імпульси до них не можуть суттєво впливати на електричні властивості соми. Втім, поєднавши математичну кабельну теорію та ті незначні фізіологічні дані, які в той час існували, Ролл переконливо показав, що класичні уявлення про дендрити суттєво недооцінюють їх значний внесок у нейронні обчислення та передачу інформації.. Створені Роллом моделі дозволили побудувати єдину математичну теорію дендритних функцій, яка в поєднанні з математичними моделями генерації синаптичних потенціалів та потенціалу дії забезпечила цілісній теоретичний опис нейронної активності.

## Кабельна теорія Ролла

### Основні припущення теорії

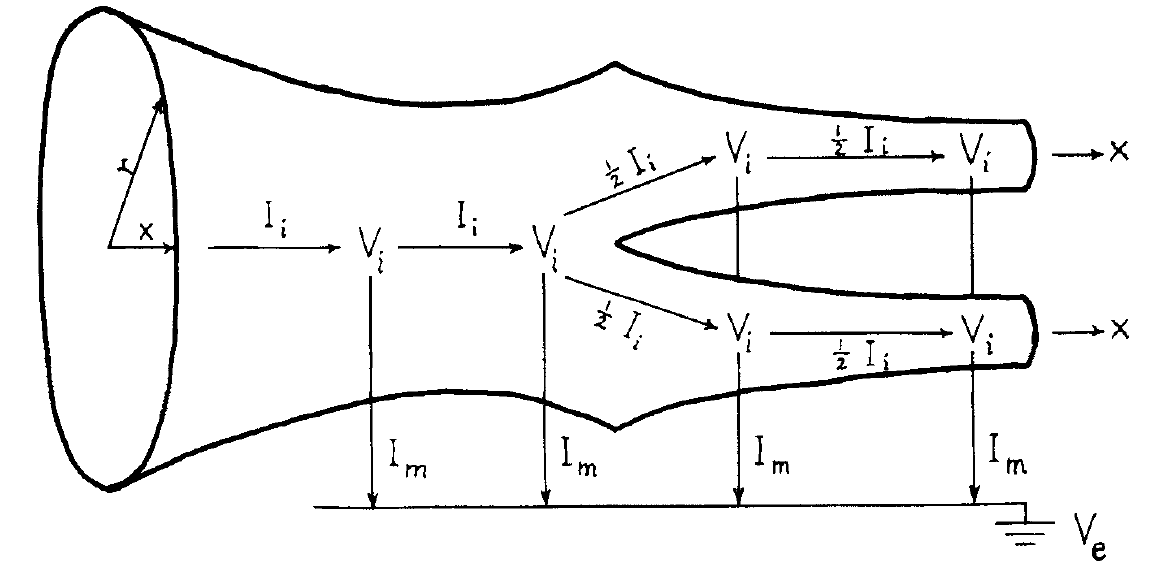
Дендритна діаграма Ролла, що вказує на відношення між осьовим струмом, I_{i}, внутрішньоклітинним потенціалом, V_{i}, мембранною щільністю струму, I_{m} та зовнішньо клітинним потенціалом, V_{e} (пояснення див. в тексті)

Фундаментальним законом, що описує поширення елктротонічного струму по дендриті є просте рівняння закону Ома:
{\displaystyle E=I\cdot R.}
Математичний опис проходження струму по дендритах ґрунтується на кількох базових припущеннях:
1. Мембрана в кабельній теорії є пасивною (незалежна від напруги) та однорідною, тоді як реальні дендрити кори володіють нелінійними мембранними каналами.
2. Входами до кабелю є струми, які лінійно сумуються, на відміну від змін в синаптичній провідності мембрани, які не сумуються лінійно.
3. Електротонічний струм зазнає впливу двох різних опорів: внутрішнього (або осьового) та мембранного опору. Для простоти опису пасивного поширення потенціалу, при сталому вході до кабелю або дендрита із однорідним потенціалом спокою (Er), Er і ємність Cm можуть бути проігноровані. Відтак, струм тільки ділиться на кожній точці проходження через дві лінії опору: осьового і мембранного.
4. Оскільки, як відомо, додання паралельних опорів зменшує загальний опір, то осьовий опір є обернено пропорційним діаметру кабелю або дендрита,

{\displaystyle r_{i}\sim {\frac {1}{A}},}
де ri є осьовий опір на одиницю довжини (в Ω·см осьової довжини) і А — площа поперечного перерізу (πr2). Тому товщий циліндр або дендрит має менший осьовий опір, аніж тонший. Відтак, припускаючи що осьовий опір є однорідним по всьому кабелю або дендриті, він може бути виражений як
{\displaystyle r_{i}{\frac {R_{i}}{A}},}
де Ri — питомий осьовий або внутрішній опір (в Ω·см осьової довжини). Це є одним із ключових положень кабельної теорії. Дендрити є тонкими трубочками, огорнутими мембраною, яка є відносно хорошим електричним ізолятором щодо опорів від внутріклітинної серцевини або зовніклітинної рідини, тому зміни потенціалу в радіальних чи осьових напрямках є незначними у порівнянні із поздовжніми змінами. Через цю різницю в мембранному та осьовому опорі, для короткої довжини дендриту, електричний струм всередині серцевини кабелю (core conductor) проходить паралельно до осі циліндра (вздовж осі x). Саме тому класична кабельна теорія розглядає тільки один просторовий вимір (x) вздовж кабелю, ігноруючи y та z виміри. Іншими словами, ключове припущення одновимірної кабельної теорії полягає в тому, що мембранний потенціал вздовж нейронного кабелю виражається як функція однієї поздовжньої просторової координати x і часу t, V(x, t).
Слід, звісно, мати на увазі, що реальні дендрити — це не порожні циліндри і вони є тривимірними. Наявність цитоскилетних елементів, органел збільшить ефективний внутрішній опір, або осьовий опір, тим самим впливаючи на поширення електротонічних сигналів.

### Еквівалентний циліндр

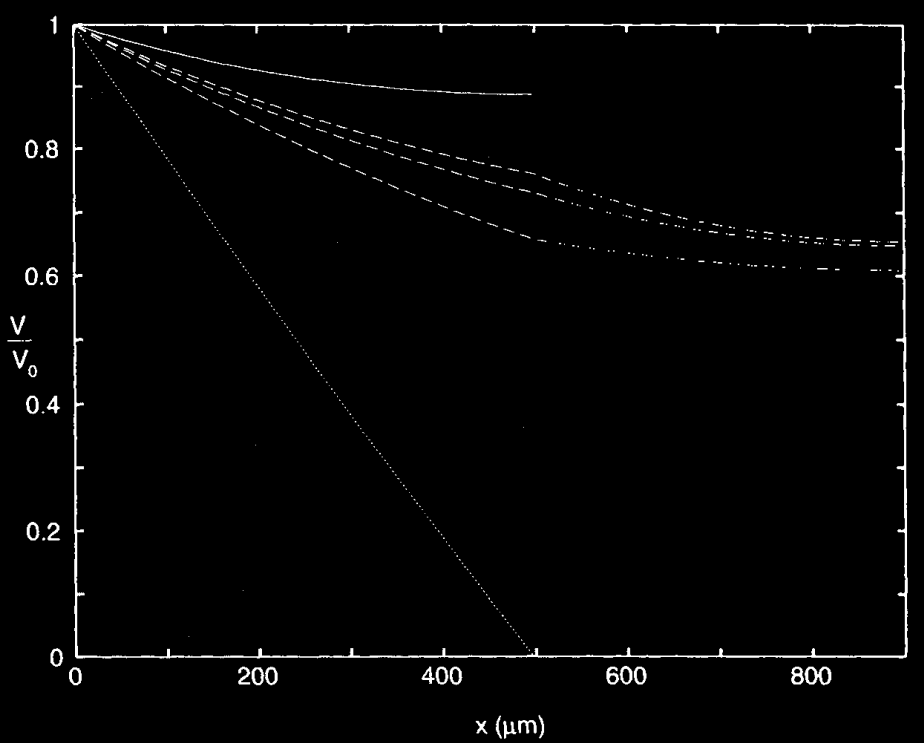
Загасання напруги з відстанню для різних граничних умов (див. текст) Спад усталеної напруги вздовж дендритного дерева із двома дочірніми гілками (див. малюнок внизу), припускаючи, що вони ідентичні, із d_{1} = d_{2} та L_{1} = L_{2} = 0,5. Три пунктирні криві відповідають (1) (2) і (3) Для штрихової кривої, потенціал в правому кінці головної гілки встановлений рівним 0 (коротке замикання). Для верхньої, неперервної кривої, мембрана запечатана. В гілці розгалуження x=500 мкм, рівень напруги має розривну похідну для і Якщо вхідний опір батьківської гілки в цій точці «узгоджений» із дочірніми гілками (як це є для другої умови), тоді загасання напруги може бути описаним одним, простим виразом.

Кабельна модель дендритів (кабельну модель нейрону див., напр., в англомовній статті, чи більш детально в,,) математично значно складніша, аніж аксонів, оскільки їх відносно мала довжина є ключовим фактором для побудови електротонічних властивостей. Для того, аби подолати цю складність, лінійна кабельна теорія трактує кожен сегмент дендриту, як кабель або циліндр, оточений пасивною мембраною і який має постійний радіус, по якому поширюється електротонічний потенціал, що дозволяє моделювати його через омічну провідність паралельну з ємністю. Оскільки всередині дендритного дерева нема петель і дендритні гілки не зв'язані між собою безпосередньо, то вони можуть розглядатись, як справжні дерева в розумінні теорії графів, із одиничним шляхом між будь-якими двома точками на дереві. Проходження струму в таких деревах описується лінійним одновимірним пасивним кабельним рівнянням (диференціальне рівняння з частинними похідними)
{\displaystyle \lambda ^{2}{\frac {\partial ^{2}V}{\partial x^{2}}}=\tau _{m}{\frac {\partial V}{\partial t}}+V,}
де V — різниця потенціалів вздовж мембрани, {\displaystyle \lambda \ ={\sqrt {r_{m}/r_{i}}}} — це просторова стала (стала довжини) нервового волокна, що виражає відстань, після проходження якої потенціал зменшується до 1/e своєї вихідної амплітуди (тобто, до 37% від первинного значення); rm — мембранний опір (в Ω·см); {\displaystyle \tau _{m}=r_{m}c_{m}} — це мембранна часова стала, а cm (в Ф/см) — мембранна ємність. Математична складність полягала у вирішенні цього рівняння для довільних дендритних структур. Знайдене Роллом аналітичне рішення дозволило йому показати суттєвий вплив дендритів на електричну поведінку нейронів.
Кабельне рівняння скінченного кабелю є справедливим для будь-якого нерозгалуженого ціліндричного сегменту зі сталими мембранними властивостями та сталим діаметром. Однак чи можна використати це рівняння для вивчення потенціалу в двох чи більше поєднаних разом сегментах? Оскільки те, яким чином сегменти скінченного кабелю з'єднані, залежить від належного вибору граничних умов для кожного сегмента, то припустимо, нехай три гілки мають електротонічні довжини L0, L1 і L2, із нескінченними вхідними опорами R∞.0, R∞.1 і R∞.2. Як відомо з кабельної теорії, нескінченний вхідний опір скінченного кабелю рівний вхідному опору напівнескінченного кабелю такого самого діаметра і має такі самі значення Rm та Ri, та обчислюється відповідно до
{\displaystyle R_{\infty }=(r_{a}\cdot r_{m})^{1/2}=r_{a}\lambda \ ={\frac {r_{m}}{\lambda }}=(R_{m}R_{i})^{1/2}{\frac {2}{\pi d^{3/2}}}.} (1)
Для простоти припустимо, що дві самі крайні гілки закінчуються запечатаними кінцями (граничні умови), тобто осьовий струм не проходить в кабель. Вхідні опори двох самих крайніх дочірніх гілок в точці розгалуження, дивлячись в бік їх кінців, задаються через рівняння вхідного опору для нескінченного кабелю {\displaystyle R_{in}=R_{\infty }\ \operatorname {cth} L,} як
{\displaystyle R_{in.1}=R_{\infty .1}\operatorname {cth} L_{1}} (2)
та
{\displaystyle R_{in.2}=R_{\infty .2}\operatorname {cth} L_{2}.} (3)
Права сторона головного кабелю закінчується в точці розгалуження із двома дочірніми кабелями. Його навантажувальний опір {\displaystyle R_{L.0}} визначається вхідними опорами дочірніх гілок, з огляду на той факт, що повна провідність двох паралельних провідностей рівна їх сумі. Інакше кажучи, ми обчислюємо навантажувальний опір, ефективно замінюючи дві провідності дочірніх гілок однією. Тоді ефективний навантажувальний опір головного кабелю визначається через
{\displaystyle {\frac {1}{R_{in.0}}}={\frac {1}{R_{in.1}}}+{\frac {1}{R_{in.2}}}.} (4)
Нарешті, використовуючи кабельні рівняння для напруги та вхідного опору в скінченному кабелі, вхідний опір на лівому кінці головної гілки (дивлячись в бік дочірніх гілок) визначається через
{\displaystyle R_{in.0}=R_{\infty .0}{\frac {R_{L.0}+R_{\infty .0}\operatorname {th} L_{0}}{R_{\infty .0}+R_{L.0}\operatorname {th} L_{0}}}.} (5)
Цей алгоритм може бути рекурсивно застосований для обчислення вхідного опору довільних пасивних дерев і в такий спосіб дозволити точно обчислити вхідний опір на будь-якій точці дерева, в чому й полягало одне із важливих досягнень Ролла.
Після обчислення вхідного опору в будь-якому конкретному місці на дендритному дереві, ми можемо вивести усталену напругу в даному місці у відповідь на поданий струм {\displaystyle I_{\mathrm {inj} },} використовуючи закон Ома. До прикладу, напруга в точці x = 0 в батьківському кабелі буде
{\displaystyle V_{0}=R_{in.0}\cdot I_{inj}.} (6)
З урахуванням V0 і використовуючи кабельне рівняння для напруги в скінченному кабелі, ми можемо обчислити зміну напруги будь-де вздовж головної гілки у відповідь на подачу усталеного струму Iinj. Тоді, якщо, наприклад, батьківський кабель постачає струм I0 до двох дочірніх гілок і нам потрібно дізнатись, яка частка I1 цього струму буде йти в один кінець, а яка частка I2 — в інший, то використовуючи рівняння закона Ома для дискретного кабелю, вхідний опір в напівнескінченному кабелі та нейманівські граничні умови, ми можемо обчислити струм в одному дочірньому кабелі (припускаючи, що його кінець запечатаний, хоча це й не обов'язково),
{\displaystyle I_{1}(X)={\frac {V_{1}}{R_{\infty },1}}{\frac {\operatorname {sh} (L_{1}-X)}{\operatorname {ch} L_{1}}},} (7)
де V1 — напруга в точці розгалуження. В цій точці, X = 0 (для дочірньої точки), і струм, що протікає в цій гілці, визначається через
{\displaystyle I_{1}(X=0)={\frac {V_{1}}{R_{in.1}}}.} (8)
Оскільки той самий принцип застосовується до другої дочірньої гілки і є справедливим для довільної граничної умови, то звідси слідує, що
{\displaystyle I_{0}=I_{1}+I_{2}=V_{0}(G_{in.1}+G_{in.2}),} (9)
де {\displaystyle G_{in.1}=1/R_{in.1}} і так само для {\displaystyle G_{in.2}.} Іншими словами, струм розподіляється між цими гілками відповідно до їх вхідних провідностей.
Пізніше Ролл знайшов ще більш простий і вишуканий спосіб виведення потенціалу в розгалуженому дереві, який став вершиною його кабельної теорії дендритів Обчислимо розподіл напруг в простому дереві (див. малюнок), припускаючи, що дві дочірні гілки є ідентичними (тобто, L1 = L2 і d1 = d2 з однаковими параметрами мембрани) і що усталений струм подається в лівий кінець батьківського циліндра. Нормований рівень напруги через це мінідерево показаний на малюнку для трьох різних комбінацій діаметрів батьківських і дочірніх гілок: (1) {\displaystyle d_{0}=2d_{1}}, (2) {\displaystyle d_{0}^{3/2}=2\cdot d_{1}^{3/2}} і (3) {\displaystyle d_{0}=d_{1}.} Верхня і нижня криві вказують два граничні випадки, в яких батьківський кабель є обмеженим з правого кінця або із «граничними умовами для запечатаного кінця» або в короткому замиканні. У випадках, коли ж батьківський кабель в діаметрі більший удвічі від дочірніх гілок, або має той самий розмір, то, як видно на малюнку, матимемо розрив в похідній напруги в точці розгалуження.
У третьому випадку, {\displaystyle d_{0}^{3/2}=2d_{1}^{3/2},} всі похідні рівня напруги є неперевними і відбувається цікава річ: на відміну від інших двох випадків, падіння напруги вздовж обох ліній кабелів може бути описане одним виразом. Для пояснення цього феномену скористаємось кабельним рівнянням, що описує напругу в скінченному кабелі довжини L0 з довільними вихідними умовами, визначеними через навантажувальний опір RL.0:
{\displaystyle V(X)=V_{0}\cdot {\frac {R_{L.0}\operatorname {ch} (L_{0}-X)+R_{\infty .0}\operatorname {sh} (L_{0}-X)}{R_{L.0}\operatorname {ch} L_{0}+R_{\infty .0}\operatorname {sh} L_{0}}}} (10)

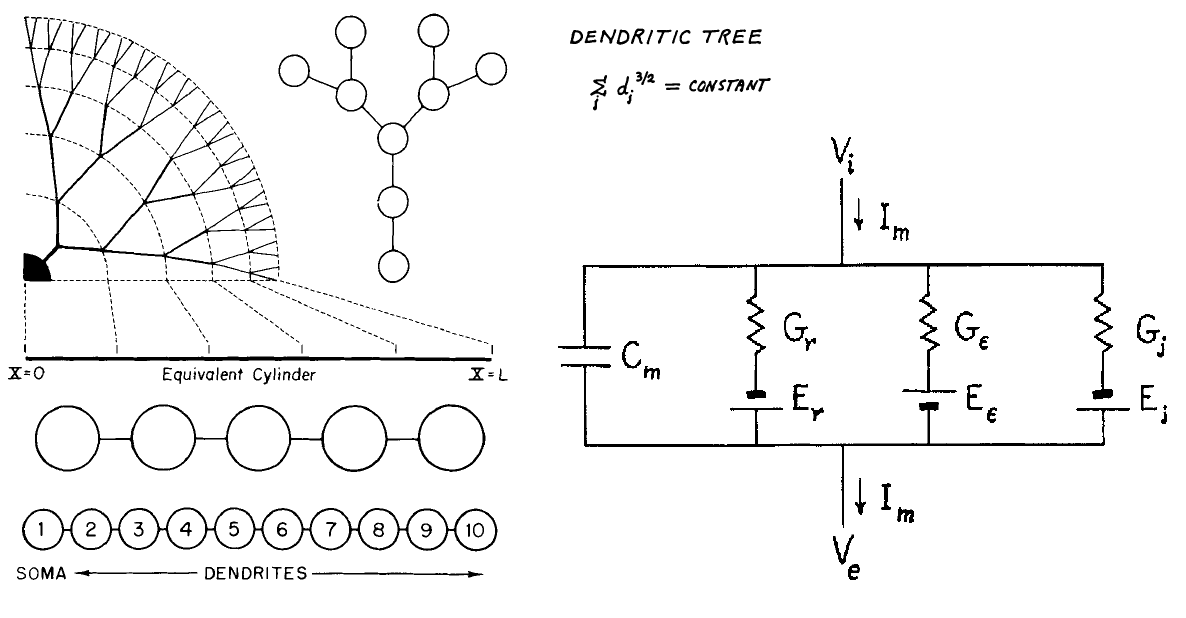
Вгорі, ліворуч: Діаграма Ролла електротонічної еквівалентності між циліндром та симетричним розгалуженим дендритним деревом. Якщо верхні дендритні гілки слідують закону 3/2, вони можуть бути редуковані до єдиного кабелю, який показаний внизу. Пунктирні лінії вказують на відповідність між збільшенням розгалуженого дерева із збільшенням (L в еквівалентному циліндрі. Внизу, ліворуч: Ланцюг десяти компартментів, що відповідають цьому еквівалентному циліндру. Праворуч: еквівалентна електрична схема через нейронну мембрану.

Оскільки обидва дочірні кабелі є ідентичними і, відтак, мають ідентичний вхідний опір, {\displaystyle R_{in.1}=R_{in.2}} (рівн. 2 та 3), то із рівняння 4 слідує, що поєднані вхідні опори обидвох кабелів є
{\displaystyle R_{L.0}={\frac {R_{\infty .1}\operatorname {cth} L_{1}}{2}}.} (11)
Повертаючись до рівняння 1 для вхідного опору напівнескінченного кабелю, можна зауважити зворотну залежність діаметра кабелю в степені 3/2: 
{\displaystyle R_{\infty .0}=\left({\frac {R_{m}\cdot R_{i}}{\pi ^{2}}}\right)^{1/2}{\frac {2}{d_{0}^{3/2}}}.} (12)
Якщо {\displaystyle d_{0}^{3/2}=2d_{1}^{3/2},} тоді
{\displaystyle R_{\infty .0}={\frac {R_{\infty .1}}{2}}.} (13)
Тобто, нескінченний вхідний опір батьківського кабелю узгоджується з нескінченним вхідним опором двох паралельних дочірніх гілок. Поєднуючи рівн. 11 та 13, отримуємо
{\displaystyle R_{L.0}=R_{\infty .0}\operatorname {cth} L_{1}.} (14)
Поміщаючи це назад в рівняння 10, отримуємо
{\displaystyle V(X)=V_{0}\cdot {\frac {\operatorname {ch} (L_{0}-X)+\operatorname {sh} (L_{0}-X)/\operatorname {cth} L_{1}}{\operatorname {cth} L_{0}+\operatorname {sh} L_{0}/\operatorname {cth} L_{1}}}.} (15)

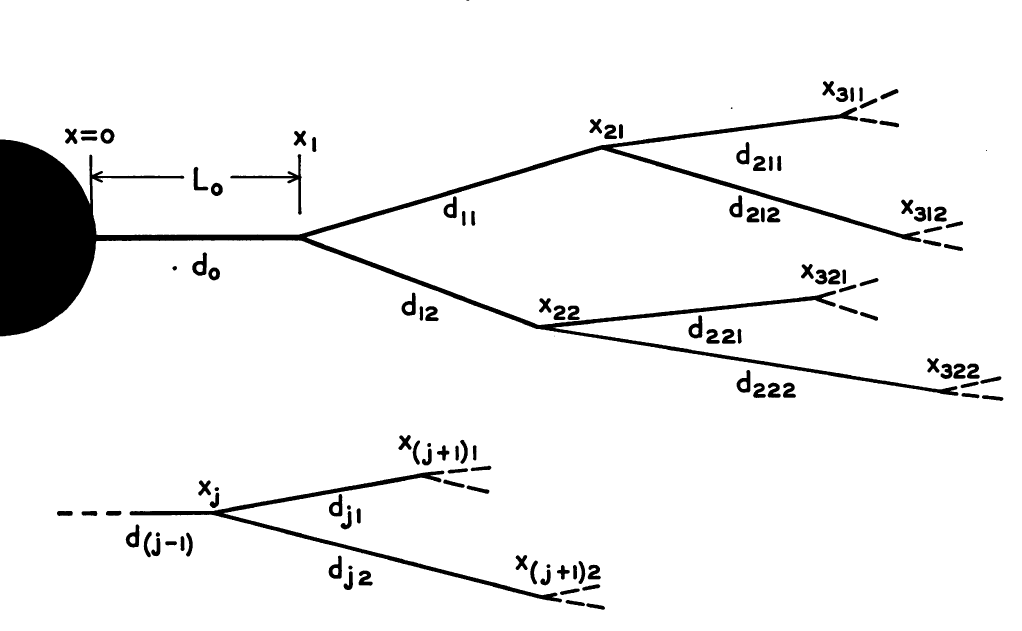
Розгалужене дендритне дерево ілюструє Роллівський закон

Це рівняння описує напругу в одному, нерозгалуженому (без гілок) циліндрі з довжиною {\displaystyle L_{0}+L_{1}} з граничними умовами для запечатаного кінця. Отож, замість того, аби моделювати цю структуру як три взаємопов'язані циліндри, можна звести їх до єдиного «еквівалентного циліндра», з електротонічною довжиною {\displaystyle L_{0}+L_{1}} та діаметром, однаковим з діаметром головної гілки. Головною причиною, чому таке спрощення можливе, є те, що нескінченний вхідний опір головної гілки «узгоджується» із нескінченним вхідним опором двох дочірніх паралельних гілок, — те, що в електроніці називається «узгодження імпедансів». Зокрема, напруга і вхідний опір тепер мають неперервні похідні вздовж точки розгалуження (див. малюнок). В цілому ж, узгодження імпедансів не означає, що вхідний опір Rin дочірніх кабелів узгоджений із головним кабелем (позаяк вхідний опір головного кабелю в правому кінці є пропорційним cth L0, тоді які вхідний опір дочірніх гілок є пропорційним cth L1).
В.Ролл показав, що весь клас дендритних дерев може бути зведений до єдиного еквівалентного циліндра, якщо тільки виконуються чотири головні умови:
1. Значення Rm та Ri є однаковими у всіх гілках;
2. Граничні умови однакові на всіх кінцях кабелів;
3. Всі кінцеві гілки закінчуються на тій самій електротонічній відстані L від начала головної гілки, де L — це сума значень Li від начала до віддаленого кінця кожної гілки; L відповідає загальній електротонічній довжині еквівалентного циліндра.
4. В кожній точці розгалуження нескінченні вхідні опори мають узгоджуватись.

Якщо всі кабелі мають той самий мембранний опір та внутрішньоклітинну опірність, то означає, що
{\displaystyle d_{0}^{3/2}=d_{1}^{3/2}+d_{2}^{3/2}.}
Останній вираз відомий як закон {\displaystyle d^{3/2}.}
Якщо ці чотири умови виконані, то еквівалентний циліндр чудово імітує поведінку всього дендритного дерева. Іншими словами, інжекція струму в лівий кінець дерева дасть таку ж чутливість напруги, як і інжекція ідентичного струму в його еквівалентний циліндр.
Для складних дендритних структур, починаючи з кінців, можна рекурсивно спростити модель до одного напівнескінченного циліндра. До цього розглядався лише приклад із двома гілками в точці розгалуження, але ми можемо мати будь-яку кількість гілок в кожній точці розгалуження, допоки
{\displaystyle d_{P}^{3/2}=\sum d_{D}^{3/2},}
де dP — діаметр батьківського дендрита, а dD — діаметри дочірніх дендритів. Якщо ця умова зберігається в кожній точці розгалуження і матеріальні властивості кабелів ті самі, тоді все дендритне дерево може бути зведене до еквівалентного напівнескінченного кабелю. Із таким еквівалентним циліндром вся складність дерева виражається чотирма головними біофізичними параметрами:
1. кабельною довжиною L дендритного дерева (λ),
2. мембранною часовою сталою (τm),
3. вхідним опором в кінці соми (Rin),
4. відношенням між вхідною провідністю дендритів та соми (p).

Звівши складну морфологію дендритів до "еквівалентного циліндра", кабельна теорія Вілфріда Ролла дозволила описати електричні та обчислювальні властивості пасивних дендритних дерев з будь-якою складністю, зокрема аналітично вичислити чутливість напруги в довільній точці дендритного дерева до струму, поданого в будь-якій іншій точці. Це дало можливість оцінити амплітуду синаптичного потенціалу і його залежність від часу в даному дендритному місці, як і виявити, що кабельні властивості дендритів (швидка зарядка їх мембранної ємності) фільтрують високі часові частоти, які складають постсинаптичні потенціали (ПСП), тим самим дозволяючи дендритам діяти, як фільтр низьких частот. Окрім цього, певний відсоток синаптичного струму витікає через дендритну мембрану і, як наслідок, ПСПи зазнають значного загасання напруги та часової затримки допоки вони поширюються до аксону, аби спричинити потенціал дії.
Ролл вперше аналітично показав, що спад напруги в розподілених (не-ізопотенційних) пасивних дендритних деревах визначається сумою багатьох експоненційних спадів, а не однією експонетою, як в точковій RC-моделі: чим далі вхідний імпульс від соми, тим повільніший час наростання і ширший кінцевий соматичний ПСП. Для швидких ПСПів, як випливало з моделі, пік загасання повинен бути стократним і суттєво уповільнитись (від 5 до 50 мсек), йдучи від віддаленого дендрита до соми. Як пізніше стало зрозумілим, подібна часова затримка дендритних ПСП дозволяє нейронам обчислювати напрямок руху. На відміну від суттєвого загасання піків ПСП, значна частка синаптичного заряду (50% для віддалених синапсів) досягає соми. Це пов'язано з тим, що внутріклітинний (осьовий) опір дендритів є значно меншим, аніж мембранний опір, тому тільки відносно невеликий відсоток синаптичного заряду втрачається через дендритний мембранний опір. Це має важливий наслідок для ступеня локального взаємозв'язку між синапсами в дендритному дереві (т.зв.рівень електричного сегментування), як і для зворотного поширення потенціалу дії із соми до дендритів та, з іншого боку, від дендритів до соми. Таким чином, навіть в пасивних дендритах віддалені синапси здатні суттєво впливати на вихідний імпульс аксона, сприяючи значній деполяризації соми.

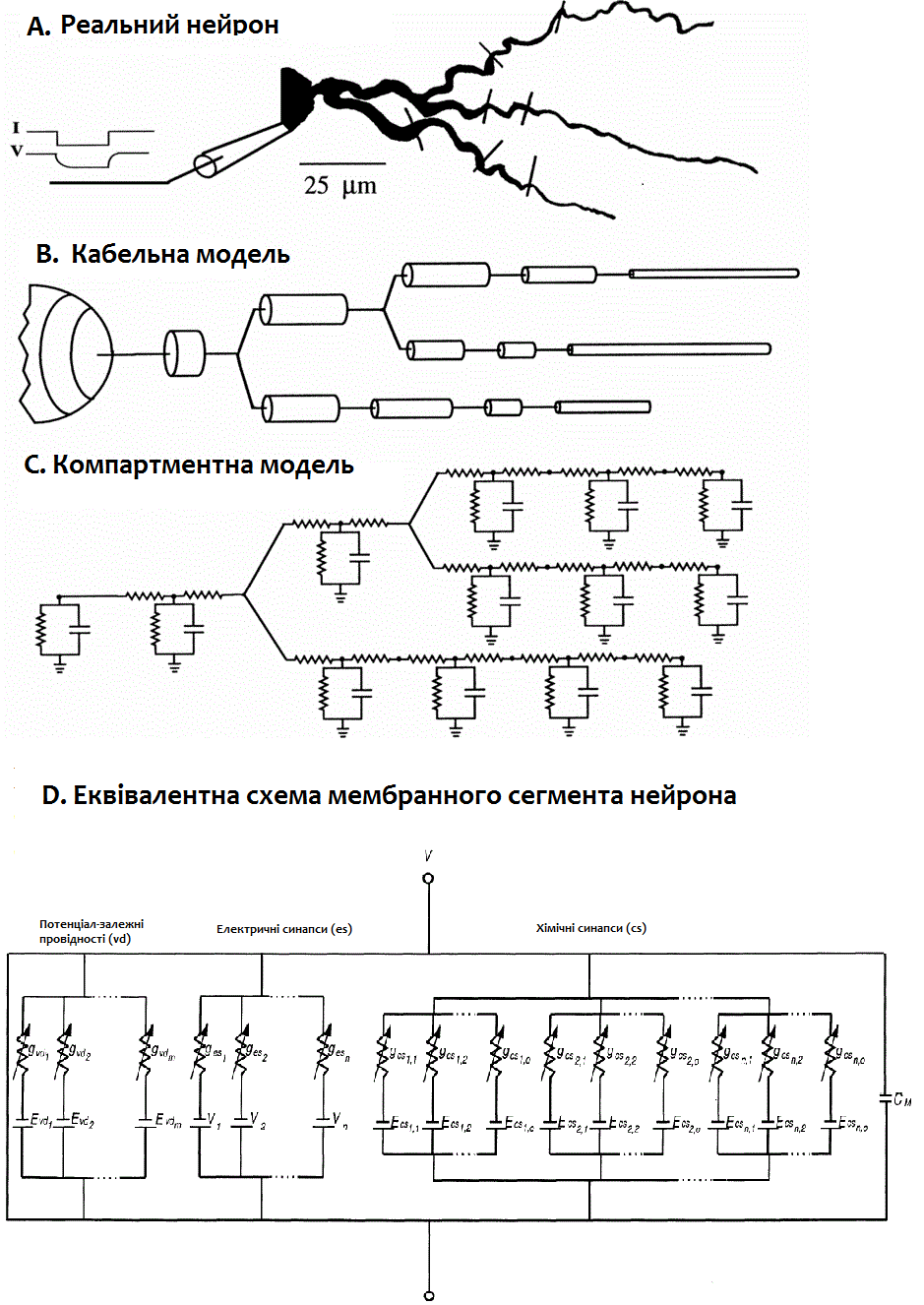
Типи моделювання дендритів. A. Часткова геометрія реального нейрона з сомою та дендритними розгалуженнями. B. Кабельна модель: нейрон, як множина циліндричних кабелів. Напруга в будь-якій точці дендритного дерева обчислюється з допомогою кабельного рівняння та належних граничних умов (див. текст). C. Компартментна модель. Дендритне дерево дискретизується на множину взаємопов'язаних RC-сегментів, кожен з яких є модель із зосередженими параметрами для представлення дендритних частин. Мембранні сегменти поєднані через осьовий, цитоплазматичний опір. Тут напруга може бути вичислена на кожному сегменті для будь-якого нелінійного вхідного сигналу та мембранних властивостей, залежних від часу і напруги. D. Електрична еквівалентна схема мембранного сегмента нейрона, із мембранним потенціалом V та ємністю C_{m}.

Інший важливий висновок, який випливає із кабельної теорії дендритів, полягав в тому, що дендрити накладають на сому величезну провідність навантаження і, як наслідок, значна частина струму, що подається через електрод в сому, йде в дендритне дерево. Результатом цього є посилення частоти зарядки/розрядки соматичної мембрани у порівнянні із сомою без дендритів. Також кабельна теорія пояснила електричні наслідки наявності складних геометрій дендритних дерев.. Зокрема, на віддалених дендритних гілках та шипиках повинен існувати великий вхідний імпеданс — і як наслідок, велика локальна зміна напруги, — в кілька ГОм. Одне із найбільш важливих застосувань кабельної теорії пов'язане із оцінкою біофізичних параметрів реальних нейронів, — ґрунтуючись на експериментальних даних, — особливо мембранного та цитоплазматичного опорів (Rm та Ri), і елекртотонічної довжини L.
Кабельна теорія, розроблена Роллом, продемонструвала, що комбінація специфічної морфології та електричних властивостей мембрани і цитоплазми (зокрема електротонічної структури) визначає обробку та поширення електричних сигналів в дендритах. Інакше кажучи, навіть два морфологічно ідентичні дендритні дерева, але з різними електричними властивостями, можуть мати зовсім різні обчислювальні характеристики.

## Компартментні моделі
При всій їх значній концептуальній привабливості, аналітичні розв'язки кабельного рівняння стають все більш громіздкими, коли ми маємо справу із активними, розгалуженими та неоднорідними дендритами, в яких замість джерела струмів реальні синапси, що змінюють електричні властивості постсинаптичної мембрани. Один із способів вирішення цієї проблеми був запропонований В.Роллом — це т.зв. «компартментне моделювання» (compartmental modeling), яке він запозичив із хімічної інженерії і яке математично являє собою скінченно-різницеву (дискретну) апроксимацію лінійного кабельного рівняння чи його нелінійних розширень. 
Цей метод замінює неперервне кабельне рівняння множиною, чи матрицею, звичайних диференціальних рівнянь (яких іноді може бути до тисячі), для розв'язання яких використовують чисельні методи для кожного інтервалу часу. В компартментній моделі дендритні сегменти, що є електрично короткими, розглядаються ізопотенційними (електрично однорідними) циліндрами і є зосередженими в єдиний RC (аб (або пасивний, або активний) мембранний компартмент (відсік). Компартменти з'єднані між собою через поздовжній опір відповідно до топології дерева. Тоді відмінності в фізичних властивостях (діаметр, мембранні параметри) і різниці в потенціалів постають вже між компартментами, а не в них самих. Цей підхід дозволив Роллу описати дендрити як серії анатомічних сегментів, мембранний потенціал яких є функцією від струму, що протікає до або із сегмента.
Сила і продуктивність компартментного моделювання швидко стала очевидною, оскільки воно було досить гнучким і дозволяло включати в моделі параметри з різним рівнем функціональної складності. Допоки даний об'єкт вивчення (іонний канал, мембранна провідність тощо) може бути описаний диференціальним чи стаціонарним рівнянням, він може бути включений в компартментну модель, даючи можливість з допомогою таких програмних пакетів, як NEURON чи GENESIS симулювати його властивості на основі експериментальних даних.

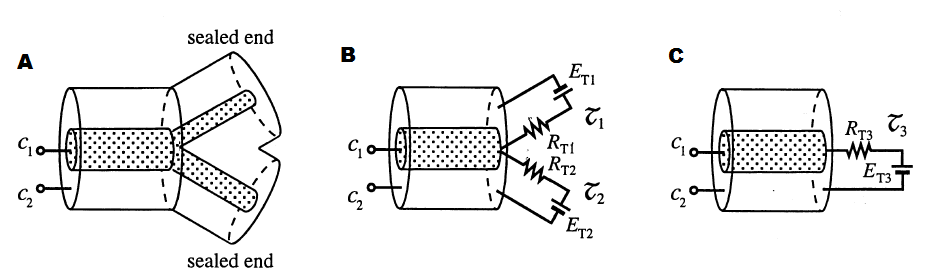
Приклад напівкомпартментого моделювання дендрита: заміна розгалуженого дендрита з усіма його сегментами єдиним еквівалентом Тевеніна, тобто опором та електрорушійною силою, для обчислення мембранного потенціалу в будь-якій точці дендритного дерева; на відміну від компартментного підходу, тут дендрити не ізопотенційні

Використання чисельних методів для обчислення зміни мембранного потенціалу вздовж дендритного дерева дозволило помістити в компартменти нелінійні іонні канали, тим самим уможливлюючи вивчення нелінійної інтеграції синаптичних вхідних імпульсів в дендритах. Один з наслідків зміни провідності, пов'язаної із синаптичним імпульсом, є те, що синапси взаємодіють нелінійно один з одним. Компартментні моделі з пасивними дендритами дозволили показати, що прилеглі дендритні синапси сумуються менш лінійно один з одним, аніж віддалені синапси. Подібна чутливість до просторової організації синапсів означала, що локальні нелінійні синаптичні операції можуть виконуватись напів-незалежно в багатьох дендритних субодиницях>
Інша важлива риса дендритних синапсів, вперше виявлена з допомогою компартментного моделювання, полягає в тому, що вони здатні ефективно масштабувати кабельні властивості дендритного дерева. Коли тисячі синапсів надходять до дерева, дендритна мембрана стає значно «протікаючою» і, як наслідок, кабельні властивості дендритів суттєво змінюються: Rin та τm убувають з активністю, тоді як L зростає. Так само кардинально змінюється часова роздільність (чутливість до синхронізації вхідних імпульсів, яка залежить від ефективного τm) та часова уповільненість дендритів, як результат синаптичної активності.
Втім, поряд із ефективністю компартментних методів, виникають значні практичні (збільшення складності диференціальних рівнянь, що лежать в їх основі) та концептуальні проблеми (збільшення кількості вільних параметрів). Тим більше наразі нема експериментальних та кількісних даних щодо розподілу специфічного типу іонних каналів вздовж дендритного дерева, що б дозволяло будувати наближені до реальних нейронів моделі. Щоб уникнути цих труднощів, всі нелінійні іонні канали, які відповідають за генерацію спайків, зазвичай поміщаються разом на сомі і дендритне дерево трактується, як пасивний кабель, що значно спрощує його складну поведінку